# 鲍勃·布赖恩
罗伯特·“鲍勃”·查尔斯·布赖恩（英文：Robert "Bob" Charles Bryan，1978年4月29日—），生于美国加州，美国职业男子网球选手，他与他的双胞胎哥哥迈克·布赖恩是网球史上第二对男子双打金满贯得主。

## 双胞胎档案
- 姓名：Mike Bryan／Bob Bryan（The Bryans）
- 生日：1978年4月29日（哥哥Mike早2分钟）
- 身高：191cm／193cm（弟弟Bob高2厘米）
- 父亲：Wayne Bryan（律师、音乐爱好者、网球星探）
- 母亲：Kathy Blake（网球教练）
- 配偶：Lucille Williams （2012～）／Michelle Alvarez（2010～，一子一女）
- 长相：一模一样（唯一区别：弟弟Bob是左撇子）
- 母校：斯坦福大学
- 偶像：阿加西
- 爱好：网球、摇滚乐、小熊橡皮糖
- 音乐：Beatles，U2
- 乐器：吉他／电子琴
- 书籍：The Formula: Raising Your Child to be a Champion（神奇双胞胎成长故事）

## 双胞胎金满贯

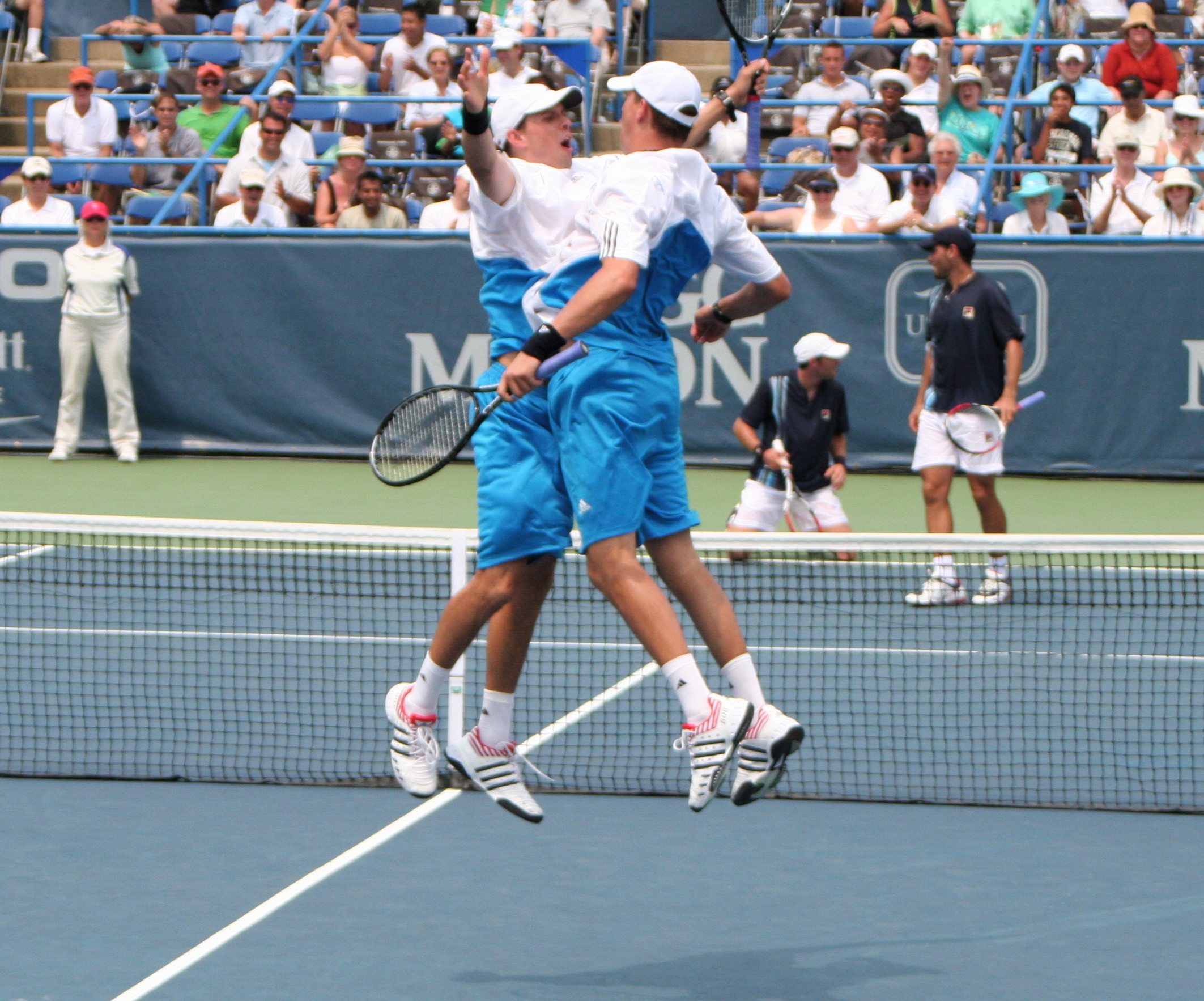
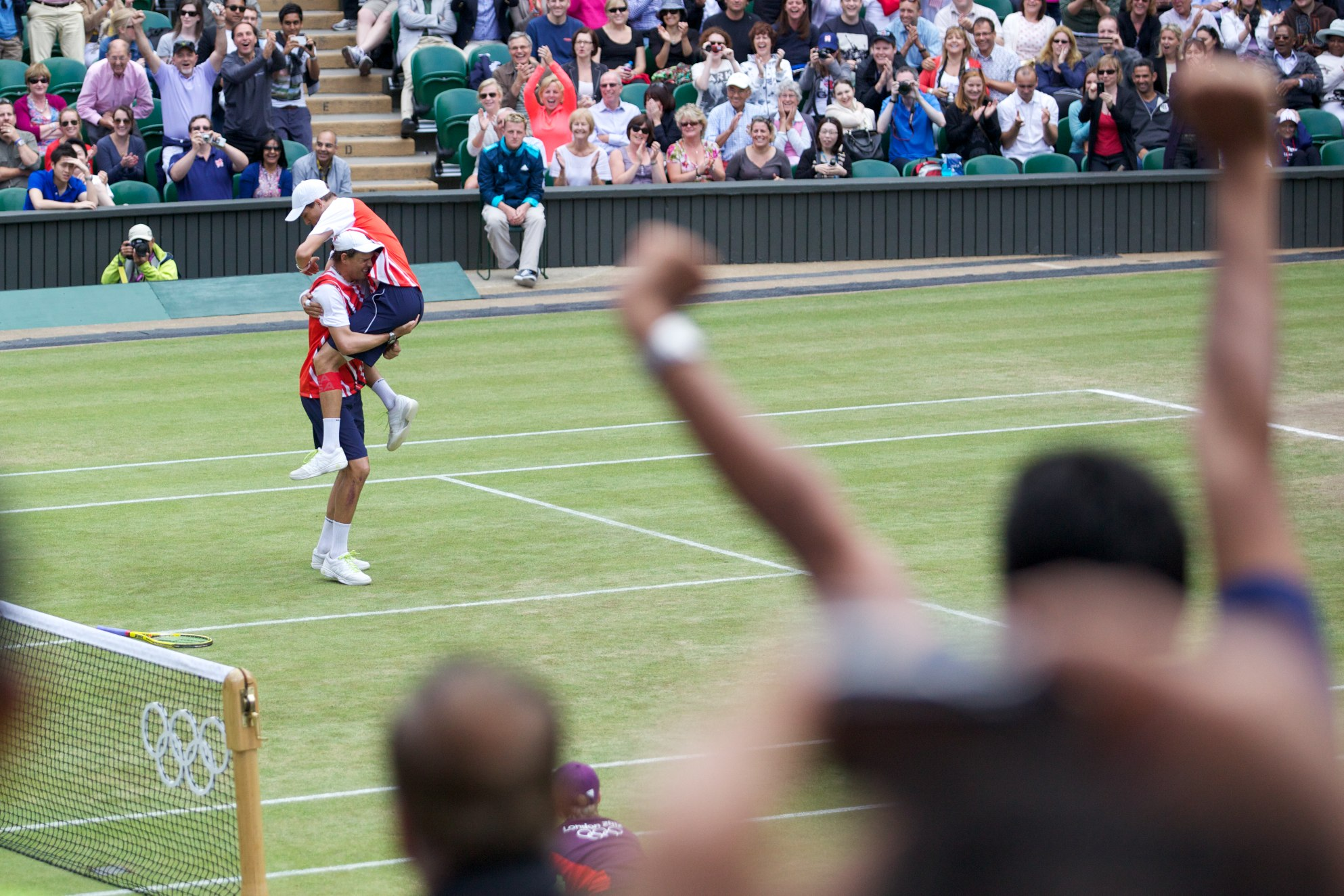
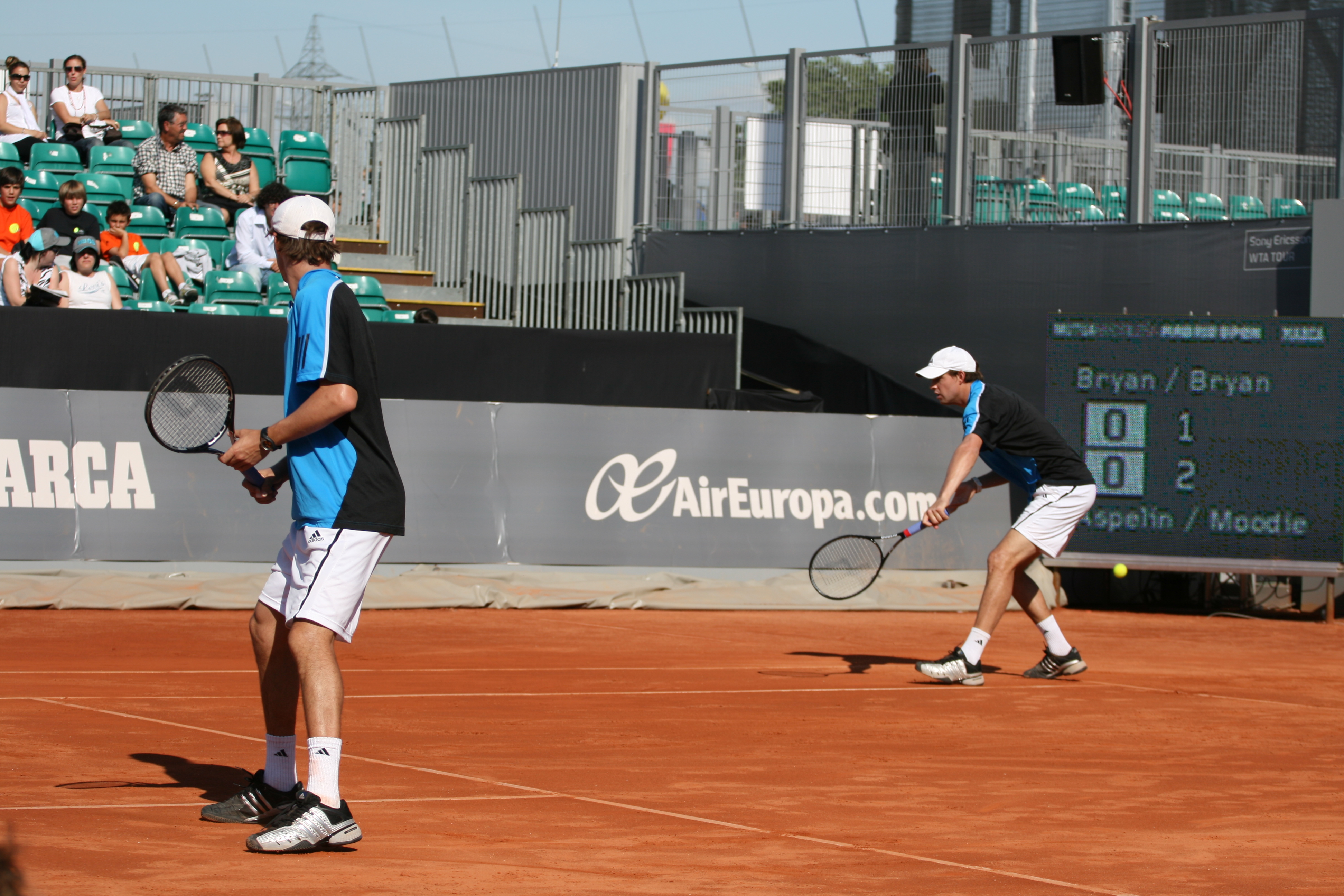

### 金满贯
- 澳网：
  - 男双冠军6座：2006、2007、2009、2010、2011、2013
- 法网：
  - 男双冠军2座：2003、2013
- 温网：
  - 男双冠军3座：2006、2011、2013
- 美网：
  - 男双冠军5座：2005、2008、2010、2012、2014
- 奥运：
  - 男双金牌1枚：2012

## 外部連結
- 官方网站
- 鲍勃·布赖恩（英文/西班牙文）的官方資料
- 鲍勃·布赖恩的國際網球總會 職業／青少年 官方資料（英文）
- 鲍勃·布赖恩的官方資料（英文）